# Minden (Nebraska)
Minden é uma cidade localizada no estado americano de Nebraska, no Condado de Kearney.

## Demografia
Segundo o censo americano de 2000, a sua população era de 2964 habitantes.
Em 2006, foi estimada uma população de 2877, um decréscimo de 87 (-2.9%).

## Geografia
De acordo com o United States Census Bureau, a localidade tem uma área de 4,2 km², sem área coberta por água.

## Localidades na vizinhança
O diagrama seguinte representa as localidades num raio de 20 km ao redor de Minden.